# Mount Carmer
Mount Carmer är ett berg i Antarktis. Det ligger i den centrala delen av kontinenten. Inget land gör anspråk på området. Toppen på Mount Carmer är 1 924 meter över havet.
Terrängen runt Mount Carmer är kuperad söderut, men norrut är den platt. Trakten är obefolkad. Det finns inga samhällen i närheten.